# Foissac (Gard)
Foissac is een gemeente in het Franse departement Gard (regio Occitanie) en telt 339 inwoners (2005). De plaats maakt deel uit van het arrondissement Nîmes.

## Geografie
De oppervlakte van Foissac bedraagt 3,8 km², de bevolkingsdichtheid is 89,2 inwoners per km².
De onderstaande kaart toont de ligging van Foissac (Gard) met de belangrijkste infrastructuur en aangrenzende gemeenten.

## Demografie
Onderstaande figuur toont het verloop van het inwonertal (bron: INSEE-tellingen).